# Джеймс Гън (писател)
Вижте пояснителната страница за други личности с името Джеймс Гън.
Джеймс Едуин Гън (на английски: James Edwin Gunn) е американски писател на научна фантастика, редактор, литературен критик, университетски преподавател и антологист.

## Биография
По време на Втората световна война служи в американския военноморски флот. След войната следва в Университета в Канзас, където през 1947 г. получава степен бакалавър по журналистика, а през 1951 г. и магистърска степен по английска филология. След това става директор на университетския факултет по пъблик рилейшънс и в същото време работи като преподавател по английска литература специализиращ в областта на научната фантастика и белетристиката.
От 1971 г. до 1972 г. е председател на Асоциацията на писателите на научна фантастика и фентъзи на Америка (Science Fiction and Fantasy Writers of America), а от 1980 г. до 1982 г. председател на Асоциацията за научни изследвания в областта на фантастиката (Science Fiction Research Association). Гън е също основател и ръководител на Университетския център за изследване на научната фантастика в Канзас.
Писателската му кариера започва през 1948 г. Джеймс Гън е автор на 26 романа и почти 100 разказа публикувани в сборници и списания. Негови творби са преведени на около 20 езика.

## Произведения
- 1955 This Fortress World
- 1955 Star Bridge (заедно с Джон Уилямсън)
- 1958 Station in Space
- 1961 The Joy Makers
- 1962 The Immortals
- 1964 Future Imperfect
- 1970 The Witching Hour
- 1970 The Immortal
- 1972 The Burning
- 1972 Breaking Point
- 1972 The Listeners
- 1974 Some Dreams are Nightmares
- 1975 The End of the Dreams
- 1975 Alternate Worlds: The Illustrated History of Science Fiction
- 1976 The Magicians
- 1977 Kampus
- 1981 The Dreamers
- 1982 Isaac Asimov: The Foundations of Science Fiction
- 1984 Tiger! Tiger!
- 1986 Crisis!
- 1992 Inside Science Fiction
- 1996 The Joy Machine
- 2000 The Science of Science-Fiction Writing
- 2001 The Millennium Blues
- 2002 Human Voices
- 2004 The Immortals (разширено издание)
- 2005 Speculations on Speculation: Theories of Science Fiction (заедно с Матю Кънделария)
- 2005 Gift from the Stars
- 2006 Inside Science Fiction: Second Edition

Книги редактирани от Джеймс Гън:
- 1968 Man and the Future
- 1975 Nebula Award Stories Ten
- 1988 The New Encyclopedia of Science Fiction
- 1992 The Best of Astounding: Classic Short Novels from the Golden Age of Science Fiction
- Сборници The Road to Science Fiction
  - 1977 From Gilgamesh to Wells
  - 1979 From Wells to Heinlein
  - 1979 From Heinlein to Here
  - 1982 From Here to Forever
  - 1998 The British Way
  - 1998 Around the World

## Награди
- 1976 Специална награда „Хюго“ за литературно-критично произведение Alternate Worlds, The Illustrated History of Science Fiction
- 1976 Награда „Пилгрим“
- 1983 Награда „Хюго“ за литературно-критично произведение Isaac Asimov: The Foundations of Science Fiction
- 1999 Награда „Аналог“
- 2007 Мемориална награда Гранд Мастър на името на Деймън Найт за цялостния му принос в научната фантастика